# Fort-12
Fort-12 (tiếng Ukraina: ФОРТ-12) là loại súng ngắn bán tự động do công ty vũ khí RPC Fort tại Ukraina phát triển trong nỗ lực thay thế súng Makarov PM cho lực lượng cảnh sát từ thời Liên Xô vốn đã cũ. Để thực hiện việc đó RPC Fort đã mua máy móc sản xuất từ một nhà máy của Cộng hòa Séc là Uherský Brod sau đó tiến hành thiết kế vào cuối những năm 1990 với kết quả đầu tiên là khẩu Fort-12. Súng đã được thông qua để trang bị cho lực lượng cảnh sát tại Ukraina ngoài ra nó còn được bán cho thị trường dân sự với mẫu phi sát thương sử dụng đạn cao su hay hơi cay. Dù Fort-12 được xem là mẫu thay thế nhưng súng vẫn chỉ như một lượng bổ sung thêm cho các khẩu Makarov PM vốn vẫn đang được sử dụng.

## Thiết kế
Fort-12 sử dụng cơ chế nạp đạn blowback và hoạt động kép. Khung súng và khối trượt được làm bằng thép. Nút khóa an toàn nằm phía bên trái của súng nó sẽ khóa an toàn búa điểm hỏa không cho hoạt động dù là đã vào vị trí sẵn sàng khai hỏa hay chưa. Súng được mạ chống gỉ như tiêu chuẩn cơ bản, nếu được yêu cầu súng sẽ được chạm khắc hay dát vàng.
Hệ thống nhắm cơ bản của súng là điểm ruồi. Hộp đạn rời của súng có hai hàng đạn chứa 12 viên, nút nhả hộp đạn ra nằm phía bên trái súng trong góc vòng bảo vệ cò súng.
Các khẩu được sản xuất đầu tiên bị phản ánh là chúng chỉ tương đối về độ tin cậy, hiện tại thì các lỗi phát sinh đã được khắc phục cũng như có thêm một số cải tiến so với khẩu Makarov PM về hình dáng, độ chính xác và lượng đạn mang theo. Fort-12 vẫn còn một sơ sót là nó không thể cho búa điểm hỏa ra khỏi vị trí lên cò ngoài việc để nó hoạt động bằng cách bóp cò nhưng dùng tay giữ lại để đẩy từ từ vào vị trí an toàn.